# Anthony Angarola
Anthony Angarola, né en 1893 à Chicago et mort en 1929, est un peintre, graveur et professeur d'art américain. Lui-même fils d'un immigrant italien, son travail se focalise sur les personnes s'efforçant de s'adapter à une culture étrangère.

## Biographie
Angarola est diplômé de l'École de l'Art Institute of Chicago. Il a enseigné l'art en 1921 à la Layton School of Art de Milwaukee, de 1922 à 1925 au Minneapolis College of Art and Design, et de 1926 à sa mort à l'École de l'Institut d'art de Chicago et au Kansas City Art Institute. En 1928, il obtient une bourse Guggenheim et participe à l'exposition internationale de Carnegie, où il expose son tableau intitulé Proud.
Il meurt en 1929 dans un accident d'automobile en France, à l'âge de 36 ans.

## Influence
Angarola est l'un des artistes préférés de Howard Phillips Lovecraft, qui fait référence à ses travaux dans au moins deux de ses écrits : Le Modèle de Pickman et L'Appel de Cthulhu.